# Baie Buca
 (février 2023).
Si vous disposez d'ouvrages ou d'articles de référence ou si vous connaissez des sites web de qualité traitant du thème abordé ici, merci de compléter l'article en donnant les références utiles à sa vérifiabilité et en les liant à la section « Notes et références ».
Pour les articles homonymes, voir Buca.
La baie Buca, en anglais : Buca Bay, est située sur l'île de Vanua Levu dans les îles Fidji. Elle est utilisée comme terminus pour les traversiers qui relient l'île de Vanua Levu à l'île de Taveuni. Buca Bay est aussi accessible par autobus à partir de Savusavu. En face de la baie se trouve l'île de Kioa.